# 미아 말코바
미아 말코바(Mia Malkova, 1992년 7월 1일 ~ )는 미국의 포르노 배우이다.